# Turebergskyrkan
Turebergskyrkan är en kyrkobyggnad som tillhör Sollentuna församling i Stockholms stift. Kyrkan ligger intill Sollentuna församlings pastorsexpedition och närmaste granne är Sollentuna centrum.

## Kyrkobyggnaden
Kyrkan är ritad av arkitekten Helena Tallius Myhrman och uppförd av byggfirman Peab. Planformen är fyrkantig med svängda former och spetsiga utdragna hörn. Kyrktaket har en mandelformad överbyggnad med ljusinsläpp åt söder. Kyrkan är sammanbyggd med församlingshemmet.
13 maj 2009 togs första spadtaget och i augusti 2009 påbörjades bygget av Peab. 5 december 2010 invigdes kyrkan av biskop Eva Brunne.
Kyrkan har uppmärksammats internationellt, bland annat för sin annorlunda inredning, där temat är hållbar design. Altare, ambo, orgelskåp och dopfunt är tillverkade av spillvirke, ljusbärare i armeringsjärn, altarkrucifixet, dopskål, nattvardskärl i återvunnet glas. Taket är torvtak. Stolarna är i spunnen plast från PET-flaskor. Allt för att symbolisera att "Gud kan använda det förkastade". Kyrkan har ett miljötema.